# Echinoplectanum laeve
Echinoplectanum laeve este o specie de monogeneean din familia Diplectanidae, parazit pe branhiile peștelui Plectropomus laevis. A fost descrisă în 2006. E. laeve este specia-tip a genului Echinoplectanum.

## Etimologie
Echinoplectanum laeve și-a primit numele de la gazda sa (Plectropomus laevis). Justine & Euzet au mai comentat că epitetul laeve („neted”, pe latină) este potrivit pentru o specie din familia Diplectanidae care nu are solzi corporali tegumentali.

## Gazde și răspândire

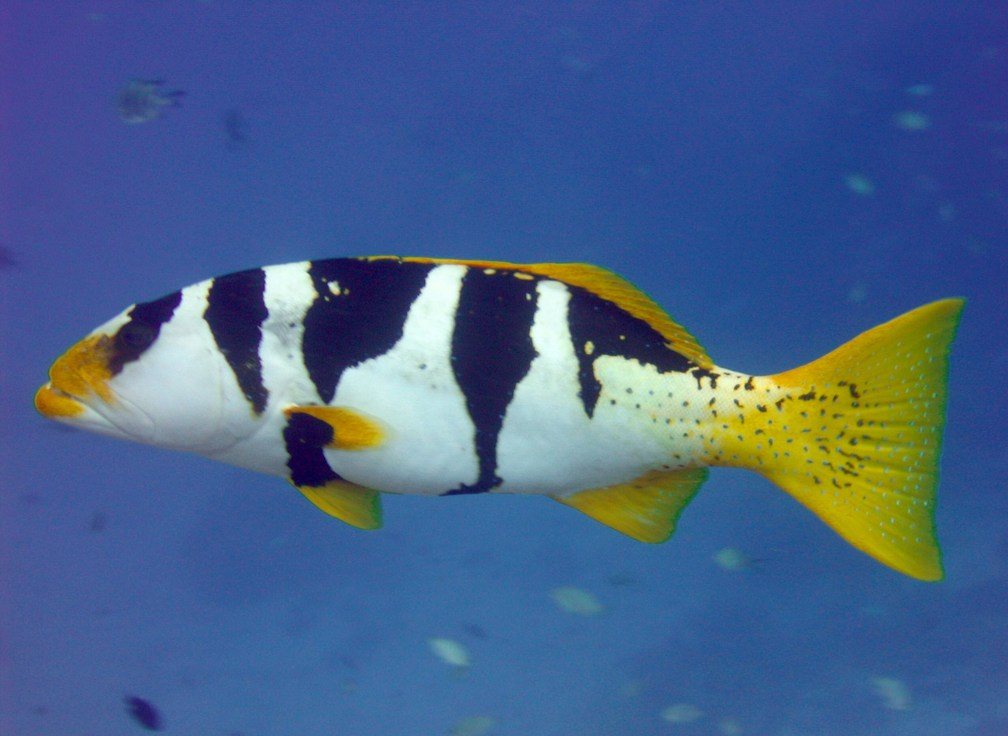
Plectropomus laevis este gazda lui Echinoplectanum laeve

Plectropomus laevis este gazda-tip a lui Echinoplectanum laeve. Localitatea-tip este reciful de corali din largul orașului Nouméa din Noua Caledonie.